# TNT Classic Movies
 (juillet 2013).
Si vous disposez d'ouvrages ou d'articles de référence ou si vous connaissez des sites web de qualité traitant du thème abordé ici, merci de compléter l'article en donnant les références utiles à sa vérifiabilité et en les liant à la section « Notes et références ».
TNT Classic Movies (Turner Network Television - Classic Movies, 1988-2001) était une chaîne de télévision thématique du groupe Turner Entertainment consacrée au cinéma classique américain.

## Historique
Créée le 3 octobre 1988, TNT Classic Movies diffuse des films classiques de Hollywood jusqu'au 11 juin 2001 et jusqu'en 1999 en fréquence analogique sans abonnement via le satellite Européen Astra. Ses programmes étaient diffusés sur l'ensemble du continent Européen et du bassin méditerranéen en plusieurs langues différentes (Anglais, Français, Espagnol, Finnois, Norvégien, Suédois et Italien) depuis un hub relais installé au Royaume-Uni. Il était possible de choisir la langue voulue en changeant la fréquence du canal audio sans modifier celle de l'image. Cependant, certains films étaient uniquement disponibles en anglais. Il était également possible dans certains cas d'utiliser le télétexte afin d'afficher les sous-titres en la langue de son choix. La possibilité du choix des langues disponibles était communiquée au début de chaque film au téléspectateurs via un système de pictogrammes sous forme de petits cercles (dénommés boutons par la chaîne) de différentes couleurs contenant les abréviations des langues disponibles. Ce petit message avec ou sans voix off ne durait que quelques secondes.
Cette chaîne ou service audiovisuel partageait quotidiennement ses heures de diffusion avec la chaîne pour enfants et préadolescents Cartoon Network (chaîne du groupe Turner entertainment également) sous le slogan : « Toons by day & movies by night », entre 20 h CET et 05 h CET. Cartoon Network, moyennant un jingle loufoque, cédait donc sa place à TNT Classic Movies qui commençait par présenter par une séduisante voix off masculine l'ensemble des films diffusés durant la soirée.
TNT Classic Movies diffusait fréquemment des soirées à thème en hommage à un acteur ou à un style cinématographique. Il n'était donc pas rare de suivre une soirée spéciale Elvis Presley, ou une soirée spéciale comédies musicales avec Singing in the Rain, une soirée western avec par exemple en prime time Le bon, la brute et le truand, une soirée spéciale péplum, une spéciale Clark Gable ou Judy Garland. Il arrivait aussi que certaines scènes de films en noir et blanc à l'origine aient été spécialement colorisées en exclusivité pour la chaîne. La diffusion était continue avec de très rares coupures publicitaires de quelques minutes . La programmation était calculée à la minute près.
En 1998, TNT Classic Movies cesse de proposer une programmation multilingue et diffuse exclusivement en anglais et introduit dans sa grille des vendredis soirs (Le TNT's WWE Friday Nitro) 2 h de matchs de catch en début de soirée. La diffusion satellite analogique de TNT Classique Movies prendra fin en 1999. Devenant payante et offrant une programmation 24h/24 avec 2 à 3 canaux audio par pays (anglais et langue/s nationale/s), TNT Classic Movies passe en exclusivité sur certains bouquets numériques jusqu'au 11 juin 2001. 
Le 12 juin 2001 TNT Classic Movies cède sa place à Turner Classic Movies (TCM), une autre chaînes du même groupe, sur la plupart des bouquets numériques européens. Mais en réalité, le 12 juin 2001 marque une refonte complète de la chaîne qui se traduit par une modification du nom et du logo et la fin de sa diffusion en Europe à l'exception de l'Espagne. La chaîne rebaptisée TNT (sans l'appellation Classic movies) continue d'exister au côté de TCM aux États-Unis et en Espagne avec une programmation axées principalement sur la diffusion exclusive de séries télévisées contemporaines, mais également de films et occasionnellement du sport.